# Allgemeines Schriftsteller- und Gelehrten-Lexikon der Provinzen Livland, Esthland und Kurland
«Allgemeines Schriftsteller- und Gelehrten-Lexikon der Provinzen Livland, Esthland und Kurland» (Загальний словник письменників і вчених із Ліфляндської, Естляндської і Курляндської губерній) — російський німецькомовний біографічний словник у 4 томах, присвячений визначним діячам літератури та науки Ліфляндії, Естляндії і Курляндії. Складений курляндським істориком Йоганном-Фрідріхом фон Реке і ліфляндським істориком Карлом-Едуардом Наперським. Виданий протягом 1827 — 1832 років у Мітаві, колишній курляндській столиці, у друкарні Йоганна-Фрідріха Штеффенгагена і сина. Роботу над довідником продовжив ліфляндський правник Теодор Байзе, який випустив у 1859 — 1861 роках додаткові 2 томи. Важливе джерело з історії Східнобалтійського регіону, Латвії, Естонії, балтійських німців та Російської імперії.

## Видання
- Recke, Johann Friedrich von; Napiersky, Karl Eduard. Allgemeines Schriftsteller- und Gelehrten-Lexicon der Provinzen Livland, Esthland und Kurland: in 4 Bd. Mitau: Johann Friedrich Steffenhagen und Sohn, 1827—1832.
  - Band 1 (A–F), 1827.  [Архівовано 5 вересня 2019 у Wayback Machine.]
  - Band 2 (G–K), 1829.  [Архівовано 15 серпня 2021 у Wayback Machine.]
  - Band 3 (L–R), 1831. 
  - Band 4 (S–Z), 1832.
- Beise, Theodor. Allgemeines Schriftsteller- und Gelehrten-Lexikon der Provinzen Livland, Esthland und Kurland. Nachträge und Fortsetzungen. Unter Mitwirkung von Karl Eduard von Napiersky: in 2 Bd. Mitau: Johann Friedrich Steffenhagen und Sohn, 1859—1861.
  - Band 1 (A–K), 1859.  [Архівовано 5 вересня 2019 у Wayback Machine.]
  - Band 2 (L–Z), 1861.